# سی‌ام‌ای سی‌جی‌ام ماژلان
سی‌ام‌ای سی‌جی‌ام ماژلان (به انگلیسی: CMA CGM Magellan) یک کشتی است که طول آن ۳۶۵٫۵ متر (۱٬۱۹۹ فوت) می‌باشد. این کشتی در سال ۲۰۱۰ ساخته شد.